# Patricio Manns
Patricio Manns, nom de plume d'Iván Patricio Eugenio Manns de Folliot, né le 3 août 1937 à Nacimiento dans la région du Biobío au Chili et mort le 25 septembre 2021 à Viña del Mar,, est un chanteur, musicien, romancier et poète chilien.
Il a reçu les plus hautes distinctions littéraires et rencontre un succès populaire en Amérique latine où il est également célébré comme le prince de la ballade en tant qu'auteur, chanteur, compositeur.

## Œuvre

### Romans
- De noche sobre el rastro (1967)
- Buenas noches los pastores (1972)
- Actas de Marusia (1974)
- Actas del Alto Bío Bío (1985)
- Actas de muerteputa (1988)
- De repente los lugares desaparecen (1992)
- Cavalieur seul, Paris, Phébus (1996), puis parution en espagnol sous le titre El corazón a contraluz
- El corazón a contraluz (1996)
- Memorial de la noche (1998)
- El desorden en un cuerno de la niebla (1999)
- Buenas noches los pastores (2000)
- La tumba del zambullidor (2001)
- La vida privada de Emile Dubois (2004)
- Quatre saisons en Patagonie (2004)
- Diversos instantes del reino (2006)
- El lento silbido de los sables (2010)
- La conjetura escita (2013)
- Música prohibida (2014).

### Poésie
- Memorial de Bonampak (1995)
- Cantolgía (2004), rééditions augmentées en 2005 et 2012
- Los dolores del miembro fantasma (2014).